# Soto del Henares (espacio natural)
El Soto del Henares es un espacio natural protegido de la Comunidad de Madrid desde el año 2000. Se sitúa a ambas orillas del río Henares, entre los municipios de Alcalá de Henares y Los Santos de la Humosa.

## Espacio natural protegido

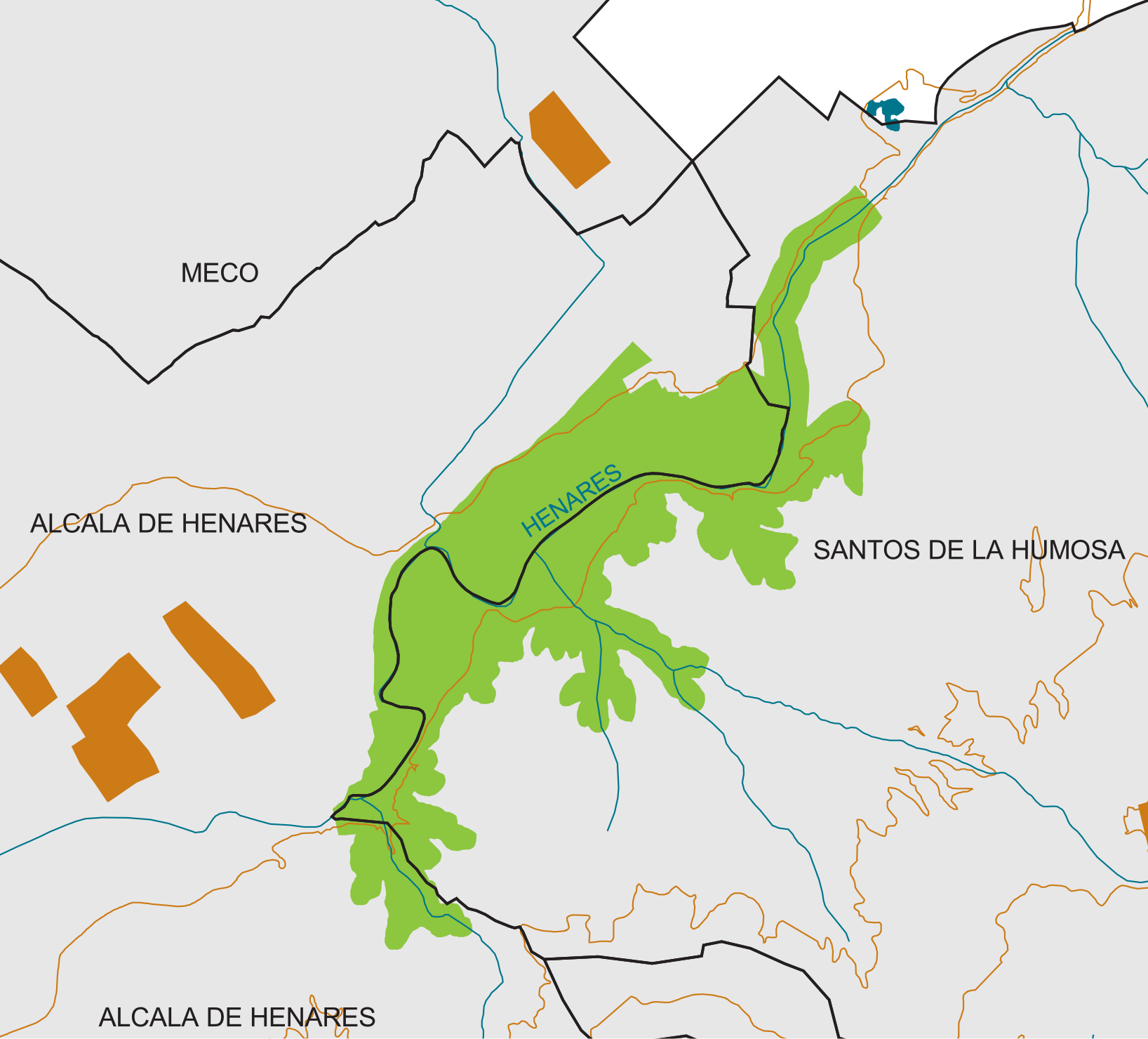
Mapa de la distribución geográfica (en color verde) del Soto del Henares.

La Comunidad de Madrid estableció, en el año 2000, un régimen de protección preventiva para el espacio natural “Soto del Henares”, situado entre los términos municipales de Alcalá de Henares y Los Santos de la Humosa. El Soto del Henares tiene una superficie aproximada de 332 hectáreas, y se le considera "un enclave de singulares características que conserva uno de los mejores bosques de ribera asociado a cantiles arcillosos de la Comunidad de Madrid. Este espacio se encuentra amenazado fundamentalmente por el crecimiento urbano e industrial de los municipios del entorno y por las explotaciones mineras, además de por acciones degradativas."
"La importancia del espacio “Soto del Henares”, radica en el sistema de relaciones ecológicas que se conservan en este bosque de galería, situado sobre unos meandros del río Henares que siguen ejerciendo su acción erosiva sobre los depósitos terciarios creando un paisaje de características singulares. Este espacio, que alberga una alta biodiversidad de flora y fauna, se encuentra, en su mayor parte, incluido como “Lugar de Importancia Comunitaria ES 3110001: Cuenca de los ríos Jarama y Henares” en la propuesta revisada de la Lista Regional de Lugares de Importancia Comunitaria de la Comunidad de Madrid para su inclusión en la Red Natura 2000, aprobada por Acuerdo del Consejo de Gobierno el día 2 de septiembre de 1999, ejerciendo, además, un papel de “corredor ecológico” entre el Parque Regional en torno a los ejes de los cursos bajos de los ríos Manzanares y Jarama y el límite con la provincia de Guadalajara." Además, este territorio protegido se encuentra próximo a otros espacios también de la Red Natura 2000: Las Zonas de Especial Protección para las Aves “Estepas cerealistas de los ríos Jarama y Henares (ZEPA ES0000139) y “Cortados y cantiles de los ríos Jarama y Henares (ZEPA ES0000142)”.
Su territorio incluye la finca "El Encín", gestionada por el Instituto Madrileño de Investigación y Desarrollo Rural, Agrario y Alimentario (IMIDRA), dedicado a la investigación científica de especies vegetales. También dispone de espacios recreativos orientados a la educación medioambiental.

## Río Henares
El río Henares es el elemento que otorga su fisionomía y singularidad a este espacio natural. Es el soporte del cinturón vegetal que constituye el soto y de su biodiversidad. Este tramo fluvial mide 5.5 km; su recorrido es sinuoso, formando meandros, y sus aguas fluyen tranquilas erosionando los cerros de su orilla izquierda (sur) originando cantiles arcillosos. Además, dicho entorno cuenta con varias lagunas y zonas de campiña.

## Fauna y flora
El soto del río Henares constituye un ecosistema con uno de los bosques de ribera más representativos y mejor conservados de la Comunidad de Madrid. El bosque es frondoso y se compone de álamos blancos, sauces, chopos y tarayes, junto con una tupida masa arbustiva.
Es refugio de una gran diversidad faunística asociada a este ecosistema. Su fauna está compuesta por todos los grupos de vertebrados. Anfibios como la rana común. Doce especies de reptiles, incluyendo el galápago leproso y la culebra viperina. Entre los mamíferos abundan los conejos, pero también se encuentran corzos, jabalíes y zorros. Las aves varían según las estaciones del año, aunque son las más abundantes; se han avistado hasta 66 especies diferentes, destacando currucas, mosquiteros y garzas reales, y especies rapaces como ratoneros, milanos negros y águilas calzadas, que anidan en los cortados de los cerros próximos. Este espacio natural dispone de dos observatorio de aves, desde donde se puede contemplar una de las lagunas y su avifauna acuática.